# Actinodaphne tomentosa
Actinodaphne tomentosa är en lagerväxtart som beskrevs av Teschn.. Actinodaphne tomentosa ingår i släktet Actinodaphne och familjen lagerväxter. Inga underarter finns listade i Catalogue of Life.